# Alessandro Petacchi
Alessandro Petacchi (La Spezia, 1974. január 3. –) olasz profi kerékpárversenyző, az Omega-Pharma egykori versenyzője, sprinter.
2015-ben visszavonult a versenyzéstől.

## Karrierje
1996-ban lett profi versenyző, pályafutását a Scrignoónál kezdte. Később sokáig a Fassa Bortolo versenyzője volt, ám ennek megszűnésével, többek között Erik Zabellel együtt a Milramhoz igazolt.
2004-ben rekordnak számító kilenc szakaszt nyert meg a Girón, Egy évvel később nyerte meg az első „klasszikust”, a Milánó–Sanremo versenyt. 2006-ban, miután a harmadik szakaszon bukott, fel kellett adnia a Girót, törött térdkalácsa miatt.
2010-ben az első és a negyedik szakaszt is megnyerte a Tour de France-on.

## Doppingbotrányok
2007-ben szalbutamol használata miatt tiltották el, emiatt ki kellett hagynia az az évi Tourt is.
2008-ban utólag vették el tőle 2007-es Giro-győzelmét. Emiatt nem sokkal később kirúgták a Team Milramtól.

## Sikerek
1998
Tour de Langkawi: 1 szakasz
2000
Vuelta a España: 8., 12. szakasz
Giro della Provincia di Lucca: győztes, 2 szakasz
Tour de Luxembourg: 2 szakasz
Route du Sud: 2 szakasz
Regio Tour: 1 szakasz
2001
Settimana Lombarda: 2 szakasz
Euskal Bizikleta: 1 szakasz
Tour de Pologne: 1 szakasz
Settimana Coppi & Bartali: 1 szakasz
2002
Vuelta a España: 12. szakasz
Párizs–Nizza: 1., 5 szakasz
Vuelta Valenciana: 3 szakasz
Settimana Coppi & Bartali: 3 szakasz
Tour Méditerranéen: 1 szakasz
Regio Tour: 1 szakasz
Ronde van Nederland: 1 szakasz
2003
Tour de France:
2., 3., 5. és 6. szakasz győztese
Giro d’Italia:
1., 5., 6., 13., 16. és 17. szakasz győztese
Vuelta a España:
3., 5., 12., 14. és 21. szakasz győztese
Párizs–Nizza: 1. szakasz
Vuelta a Aragón: 3 szakasz
Ronde van Nederland: 2 szakasz
Vuelta Valenciana: 1 szakasz
Trofeo Luis Puig
2004
Giro d’Italia:
A pontverseny győztese (maglia ciclamino)
Legharcosabb versenyző
A 2., 5., 7., 9., 11., 13., 15., 16. 21.
Vuelta a España:
2., 4., 7. 13. szakaasz győztese
Tirreno-Adriatico: 1., 2., 7. szakasz győztese
Giro della Provincia di Lucca: 2 szakasz
Vuelta a Aragón: 2 szakasz
Ronde van Nederland: 1 szakasz
2005
Giro d’Italia:
10., 13., 16. és 21. szakasz győztese
Vuelta a España:
Pontverseny győztese
3., 4., 8., 12. és 21. szakasz győztese
Milánó–Sanremo
Tirreno-Adriatico: 1., 6., 7. szakasz
Tour de Romandie: 1., 2. szakasz
Volta a la Comunitat Valenciana: 3 szakasz, összetett győztes
GP Costa Degli Etruschi
Trofeo Luis Puig
Vuelta a Andalucía: 2 szakasz
Vuelta a Aragón: 2 szakasz
2006
Tirreno-Adriatico: 7. szakasz, pontverseny
GP Costa Degli Etruschi
Giro della Provincia di Lucca
Internationale Niedersachsen-Rundfahrt: 5 szakasz, összetett győztes
Ruta del Sol: 2 szakasz
Vuelta Valenciana: 2 szakasz
2007
GP Costa Degli Etruschi
Internationale Niedersachsen-Rundfahrt: 3 szakasz, összetett győztes
Volta ao Algarve: 3 szakasz, összetett győztes
Vuelta Valenciana: 1 szakasz
Regio Tour: 1 szakasz
Vuelta a España:
11., 12. szakasz győztese
Párizs–Tours
2008
Tour of Britain:
1., 6., 8. szakasz győztese
Memorial Viviana Manservisi
GP Beghelli
2009
Gran Premio della Costa Etruschi
Giro di Sardegna: 5. szakasz
Tirreno-Adriatico: 2. szakasz
Settimana Ciclista Lombarda:
1., 2., 4. szakasz győztese
Grote Scheldeprijs
Giro di Toscana
Giro d’Italia:
2., 3. szakasz győztese
Delta Tour Zeeland: 1. szakasz
2010
Giro della Provincia di Reggio Calabria
2., 4. szakasz
Gran Premio della Costa Etruschi
Tirreno-Adriatico:
2. a 3. és 7. szakaszon
Milánó–Sanremo
Tour de Suisse: 4. szakasz
Tour de France
1., 4. szakasz győztese
2011
Volta a Catalunya
2. szakasz
Presidential Cycling Tour of Turkey
4. szakasz